# Roberto González Valdés
Roberto González Valdés (Città del Messico, 31 marzo 1976) è un pilota automobilistico messicano, attivo nelle competizioni Endurance come il WEC e vincitore nel 2019 della 24 Ore di Daytona, della 6 Ore di Spa-Francorchamps e tre anni più tardi della 24 Ore di Le Mans 2022 nella classe LMP2 con Will Stevens e António Félix da Costa.

## Palmarès
- 24 Ore di Daytona 2019 nella classe LMP2
- 6 Ore di Spa-Francorchamps 2019 nella classe LMP2
- 24 Ore di Le Mans 2022 nella classe LMP2[3]

## Risultati

### Campionato del mondo endurance
| Anno    | Squadra               | Classe | Vettura                | SIL | SPA | LMS | NÜR | MEX | COA | FUJ | SHA | BHR | Punti | Pos. |
| ------- | --------------------- | ------ | ---------------------- | --- | --- | --- | --- | --- | --- | --- | --- | --- | ----- | ---- |
| 2016    | Manor                 | LMP2   | Oreca 05-Nissan VK45DE |     |     |     |     |     |     |     | Rit | 7   | 6     | 45°  |
| Anno    | Squadra               | Classe | Vettura                | SIL | SPA | LMS | NÜR | MEX | COA | FUJ | SHA | BHR | Punti | Pos. |
| 2017    | CEFC Manor TRS Racing | LMP2   | Oreca 07-Gibson        | 7   | 8   | Rit | 7   | 8   | Rit | 7   | 5   | 5   | 46    | 18°  |
| Anno    | Squadra               | Classe | Vettura                | SPA | LMS | SIL | FUJ | SHA | SEB | SPA | LMS |     | Punti | Pos. |
| 2018-19 | DragonSpeed           | LMP2   | Oreca 07-Gibson        | 5   | 3   | 4   | 6   | 2   | 3   | 1   | Rit |     | 117   | 3°   |
| Anno    | Squadra               | Classe | Vettura                | SIL | FUJ | SHA | BHR | COA | SPA | LMS | BHR |     | Punti | Pos. |
| 2019-20 | Jota Sport            | LMP2   | Oreca 07-Gibson        | 5   | DSQ | 1   | 2   | 3   | 4   | 2   | 2   |     | 152   | 3°   |
| Anno    | Squadra               | Classe | Vettura                | SPA | ALG | MON | LMS | BHR | BHR |     |     |     | Punti | Pos. |
| 2021    | Jota Sport            | LMP2   | Oreca 07-Gibson        | 2   | 1   | Rit | 4   | 3   | 3   |     |     |     | 123   | 3°   |
| Anno    | Squadra               | Classe | Vettura                | SEB | SPA | LMS | MON | FUJ | BHR |     |     |     | Punti | Pos. |
| 2022    | Jota Sport            | LMP2   | Oreca 07-Gibson        | 6   | 3   | 1   | 2   | 2   | 3   |     |     |     | 137   | 1°   |

* Stagione in corso.

### 24 Ore di Daytona
| Anno | Team        | Co-piloti                                       | Auto            | Classe | Giri | Pos. | Class Pos. |
| ---- | ----------- | ----------------------------------------------- | --------------- | ------ | ---- | ---- | ---------- |
| 2018 | AFS Corse   | Nick Boulle Sebastián Saavedra Gustavo Yacamán  | Ligier JS P217  | P      | 771  | 19°  | 12°        |
| 2019 | DragonSpeed | Pastor Maldonado Sebastián Saavedra Ryan Cullen | Oreca 07-Gibson | LMP2   | 582  | 6°   | 1°         |